# Lotto Sport Italia
Lotto Sport Itália SpA é empresa italiana de calçados e materiais esportivos, com sede em Treviso. Fundada em junho de 1973, ele tem aumentado ao longo do tempo seus mercados internacionais.
Lotto atualmente vende calçados, roupas e acessórios para desporto e lazer. Detém as marcas Lotto, Lotto Leggenda, Lotto Obras, Mya.

## História
Foi fundada pela família Caberlotto, que mais tarde foram dono do time de futebol de Treviso, originalmente produzia calçados para o tênis, em seguida começaram a negociar calçados, materiais e acessórios para outros esportes como Basquete, Vôlei. Atletismo e Futebol.
Os anos 80, foi um momento em que se inicia em uma processo de internacionalização da marca, um processo que irá aumentar ao longo do tempo, o futebol se tornou um foco importante, através de patrocínios, atletas como Ruud Gullit e o campeão mundial de 1982 Dino Zoff, na década de 90, AC Milan e Juventus, enquanto que na década de 2000, o atacante Luca Toni.
Após a morte do fundador Caberlotto, a empresa foi adquirida em junho de 1999 por um consórcio de empresários liderados pelo atual Presidente Andrea Tomat, e foi renomeada Lotto Sport Itália SpA. Atualmente a Lotto esta distribuída em 114 países no mundo.
Em 2007 Lotto Sport Itália adquiriu a marca americana Etonic, ativo na execução técnica em golfe e boliche .

## Fornecimento e patrocínio

### Seleções
- Brunei
- Samoa Americana

### Clubes
Colômbia
- Atlético Bucaramanga

Equador
- Aucas
- Deportivo Cuenca
- El Nacional

França
- Dijon

Itália
- Monza

Nova Zelândia
- Waitakere United

Panamá
- Chorrillo

Paraguai
- Sportivo Trinidense

Peru
- Sport Huancayo

### Tenistas
- Agnieszka Radwanska
- Anna-Lena Friedsam
- Carla Suarez Navarro
- David Ferrer
- Denisa Allertová
- João Sousa
- Karin Knapp
- Kevin Anderson
- Lara Arruabarrena-Vecino
- Lesia Tsurenko
- Lukáš Rosol
- Magdalena Rybarikova
- Matteo Berrettini
- Urszula Radwanska
- Varvara Lepchenko
- Yanina Wickmayer